# Zarajsk
Zarajsk, in russo Зарайск?, è una cittadina della Russia europea centrale, compresa nell'oblast' di Mosca e situata 162 km a sudest della capitale, sulla riva destra del fiume Osëtr alle pendici settentrionali del Rialto centrale russo. Fino al 2017 era il capoluogo amministrativo del distretto omonimo.
Compare nel XII secolo come villaggio di Krasnoe (Красное, rosso, inteso allora con il significato di bello); successivamente, nei secoli XIV e XV, con il nome di Novogorodok na Osëtre (Новогородок-на-Осётре). Nel 1528 venne di nuovo ribattezzata come Nikola Zarazskij; nel XVII secolo subì alcuni cambiamenti di nome (Zarazskij Gorod, Zaraskoj, Zarazsk), culminati poi verso la fine del secolo con l'adozione del nome nella forma attuale. Lo status di città venne concesso dalla zarina Caterina II nel 1778.

## Società

### Evoluzione demografica
Fonte: mojgorod.ru
- 1897: 8.100
- 1926: 11.800
- 1939: 17.200
- 1959: 20.700
- 1979: 26.700
- 1989: 27.000
- 2002: 25.093
- 2007: 24.200